# Bert Matthias Gärtner
Bert Matthias Gärtner (* 1954 oder 1955) ist ein deutscher stellvertretender Richter in der Gruppe „ohne Befähigung zum Richteramt“ am Verfassungsgerichtshof für das Land Baden-Württemberg.

## Leben
Gärtner stammt aus Dresden. Er leistete 18 Jahre Militärdienst bei der Nationalen Volksarmee. Sein Studium schloss er als Diplom-Sozialwissenschaftler ab. Er war als Geschäftsführer oder leitender Mitarbeiter von Beratungsgesellschaften tätig, vor allem im pharmazeutischen und medizinischen Umfeld. Er lebt in Schwaigern und ist Mitglied der Alternative für Deutschland (AfD).
Am 21. Juli 2021 wurde Gärtner im dritten Wahlgang mit 37 Ja-Stimmen bei 32 Nein-Stimmen und 77 Enthaltungen vom Landtag von Baden-Württemberg zum stellvertretenden Richter in der Gruppe „ohne Befähigung zum Richteramt“ am Verfassungsgerichtshof für das Land Baden-Württemberg gewählt. Anfang Juli 2021 war er in den ersten beiden Wahlgängen gescheitert.  Gärtners Amtszeit am Verfassungsgerichtshof läuft bis 2030.
Die AfD-Fraktion im Landtag bestand zu diesem Zeitpunkt aus 17 Abgeordneten – Gärtner muss daher mit zahlreichen Stimmen aus anderen Parteien gewählt worden sein. Die SPD-Fraktion behauptete anschließend, geschlossen gegen Gärtner gestimmt zu haben. Die Grünen-Fraktion räumte die Möglichkeit ein, dass es Enthaltungen aus ihren Reihen gegeben haben könnte. CDU- und FDP-Fraktion verwiesen auf das Wahlgeheimnis. SPD-Fraktionschef Andreas Stoch sprach von einem „schwarzen Tag des Landtags von Baden-Württemberg“. Auch die Bundespolitiker Cem Özdemir (Grüne) und Bernd Riexinger (Die Linke) sowie der Europaabgeordnete Dennis Radtke (CDU) kritisierten die Wahl Gärtners.